# Valle de Guayangareo
Guayangareo fue el nombre del lugar en el que ahora se ubica la ciudad de Morelia, Michoacán. Este nombre le fue dado por los p'urepecha, quienes se asentaron en la zona lacustre de Pátzcuaro. El lugar conservó su nombre desde el periodo clásico, hasta que el virrey Antonio de Mendoza conoció el valle de Guayangareo en 1540 y al año siguiente ordenó la fundación de una ciudad en el lugar, siendo ésta fundada, el 18 de mayo de 1541 por Juan de Alvarado, Juan de Villaseñor y Luis de León Romano, y el nombre que se le dio fue "Ciudad de Mechuacán" y no “Valladolid”, como había sido comandado por la reina. 
Por disputas con la ciudad de Pátzcuaro, que ser por entonces capital de la provincia también ostentaba el título de “Ciudad de Mechoacán”, el nombre se cambió a Valladolid (6 de febrero de 1545) y se le concedió el título de ciudad. Se conservó el nombre de Valladolid hasta 1824, cuando en el Congreso Mexicano le dio el nombre de Morelia en honor a José María Morelos y Pavón. Su nombre viene del Pur'epecha y significa "Loma larga y achatada". 